# Glossarium Mediae Latinitatis Cataloniae
El Glossarium Mediae Latinitatis Cataloniae (GMLC) és un diccionari especialitzat del llatí medieval emprat als territoris corresponents al domini lingüístic del català entre els anys 800 i 1100, publicat des del 1960 pel grup de filologia llatina medieval de la Institució Milà i Fontanals del CSIC sota la direcció de Marià Bassols de Climent i Joan Bastardas i Parera. El director actual és Pere J. Quetglas Nicolau. Aquesta labor s'integra en el projecte europeu de la Unió Acadèmica Internacional que té per objecte la publicació del Novum Glossarium Mediae Latinitatis, diccionari europeu de llatí medieval conegut com a Nouveau Du Cange.
La seva pretensió és posar a l'abast de filòlegs, lingüistes, historiadors, juristes i de tota persona interessada per l'Edat Mitjana el lèxic llatí específic que presenten els textos escrits a Catalunya des del segle IX fins al XII. És finançat pel Ministeri de Cultura d'Espanya, pel Ministeri d'Economia, Indústria i Competitivitat i per la Generalitat de Catalunya. El 2006 se n'havien publicat 12 fascicles (A-D, F i G).
El diccionari recull els mots llatins i romànics documentats en fonts arxivístiques i literàries catalanes de l'any 800 al 1100. Els articles del diccionari consten del lema amb les formes i variants en què apareix, el derivat català actual (si existeix), l'etimologia, el significat, els testimonis documentals per ordre cronològic, i, si cal, un comentari adient. La gran riquesa documental d'aquest recull el fa d'un gran interès no tan sols per a lingüistes, sinó també per a historiadors, juristes i estudiosos de la literatura.
L'any 2012 es presentà el Corpus Documentale Latinum Cataloniae (CODOLCAT), projecte desenvolupat pel CSIC i la Universitat de Barcelona, que permet la consulta per internet de la base de dades textual a partir de la qual es redacta el Glossarium. L'any 2021, es va publicar la primera versió del Glossarium Mediae Latinitatis Cataloniae digital (ISSN: 2696-841X; e-NIPO, 833-21-181-8).